# Уренья, Оскар
О́скар Уре́нья Гарси́я (исп. Óscar Ureña García; род. 31 мая 2003, Фигерес, Испания) — доминиканский и испанский футболист, левый вингер клуба «Жирона». Участник Олимпийских игр 2024 в Париже. 
Уренья родился в Испании в семье выходцев из Доминиканской Республики.

## Клубная карьера
Уренья — воспитанник клубов «Ла Салье», «Фигерас» и «Жирона». 14 августа 2021 года в матче против «Аморебьета» он дебютировал в Сегунде в составе последних. По итогам сезона игрок помог клубу выйти в элиту. 14 августа 2022 года в матче против «Валенсии» он дебютировал в Ла Лиге.
В начале 2023 года Уренья был арендован клубом «Картахена». 22 января в матче против «Тенерифе» он дебютировал за новую команду.
Летом 2023 года Уренья на правах аренды перешёл в «Леганес». 17 сентября в матче против «Эльче» он дебютировал за новую команду.
В 2024 году Уренья в составе олимпийской сборной Доминиканской Республики принял участие в Олимпийских играх в Париже. На турнире он сыграл в матчах против команд Египта, Испании и Узбекистана.